# Samikshavad
Le Samikshavad est le premier mouvement indigène d'art moderne en Inde, qui a vu le jour dans le nord de l'Inde en 1974. Il a une identité très différente des mouvements artistiques occidentaux dont il n'est ni influencé ni inspiré. La principale source d'inspiration du Samikshavad sont les problèmes sociaux, politiques, culturels et économiques. Son but est de libérer l'art des obligations et de le socialiser, de passer d'un art mystérieux à quelque chose ayant une finalité. Parmi les quelques artistes qui ont été inspirés par ce mouvement on peut noter Ravindra Nath Mishra, Hridya Narayan Mishra, Santosh Kumar Singh, Virendra Singh Prasad, Ram Singh Shabd, Raghuvir Sen Dhir, Ved Prakash Mishra, Gopal Madhukar Chaturvedi, Bala Dutt Pandey...